# Meisterschaft von Zürich 1989
Il Meisterschaft von Zürich 1989, settantaseiesima edizione della corsa, valido come nona prova della Coppa del mondo di ciclismo su strada 1989, si svolse il 20 agosto 1989 su un percorso di 255,5 km. Venne vinto dal canadese Steve Bauer al traguardo con il tempo di 6h45'11" alla media di 37,835 km/h.
Alla partenza 180 ciclisti di cui 102 portarono a termine la gara.

## Ordine d'arrivo (Top 10)
| Pos. | Corridore          | Squadra      | Tempo    |
| ---- | ------------------ | ------------ | -------- |
| 1    | Steve Bauer        | Helvetia     | 6h45'11" |
| 2    | Acácio da Silva    | TVM-Yoko     | a 3"     |
| 3    | Rolf Gölz          | Superconfex  | s.t.     |
| 4    | Rolf Sørensen      | Ariostea     | s.t.     |
| 5    | Raúl Alcalá        | Toshiba      | s.t.     |
| 6    | Andreas Kappes     | Toshiba      | s.t.     |
| 7    | Tony Rominger      | Chateau d'Ax | s.t.     |
| 8    | Marc Madiot        | Toshiba      | s.t.     |
| 9    | Bruno Cornillet    | Z-Peugeot    | s.t.     |
| 10   | Maurizio Fondriest | Del Tongo    | a 1'21"  |